# Ecclesiam Dei
Ecclesiam Dei, en español, la Iglesia de Dios, es la 4ª encíclica de Pío XI, datada el 12 de noviembre de 1923, con motivo del tercer centenario del martirio de San Josafat en la que expone la labor realizada por este obispo greco-católico en favor de la unidad de la Iglesia.

## Contenido
Ecclesiam Dei admirabili consilio sic constitutam, ut in plenitudine temporum esset immensae familiae instar, quae humani generis universitatem complecteretur, eum aliis insignitis notis, tum oecumenica unitate scimus divinitus esse conspicuam.
La Iglesia de Dios, por admirable providencia, fue constituida de tal manera que aparezca en la plenitud de los tiempos como una inmensa familia, abrazando la universalidad de la humanidad, y esto, tal como sabemos, se manifiesta, entre sus otras notas características, a través de la unidad ecuménica.
Inicio de la encíclica Ecclesiam Dei

Tras esta declaración de la unidad como nota característica de la Iglesia, el papa muestra cómo fue fundada en esa unidad y el papel que el mismo Cristo atribuyó al romano pontífice, como sucesor de San Pedro, en la salvaguarda de esa unidad, Pero aunque el enemigo del hombre no puede prevalecer contra la Iglesia, si ha podido arrancar de su seno un número pequeño de fieles, e incluso pueblos enteros.

### La separación de los bizantinos
A continuación Pío XI se refiere con dolor a la que considera la mayor y más lamentable separación de la Iglesia ecuménica, la de los bizantinos. Una separación que persiste en su mayor parte, aunque pareció que los concilios de Lyon (1274) y Florencia podrían remediarlo. En esta separación participó también los eslavos orientales, aun cuando -tras el cisma de Miguel Cerulario- estos pueblos mantuvieron alguna relación con la Sede Apostólica que, interrumpida por las invasiones de los tártaros y los mongoles, se reanudó hasta que fue impedidas por los poderosos.
Expone la encíclica los medios que desde el papado se han ido poniendo para recuperar esa unidad: en concreto, los intentos puestos por Gregorio VII (1073-1085), Honorio III (1216-1227), Gregorio IX (1227-1241) e Inocencio IV (1243-1254). Fruto de esa labor fue la unidad que se obtuvo en 1255, que tuvo su principal expresión en la promesa de mantener esa santa unidad manifestada en el Concilio de Florencia (1431-145) por Isidoro, metropolitano de Kiev y Moscú, cardenal de la Iglesia Romana. Mantenida esa unidad en Kiev durante tiempo, distintas desavenencias y convulsiones políticas rompieron esa unidad, nuevamente renovada en 1595 por el Concilio de Brest, en la llamada Unión de Brest, declarada por el metropolitano de Kiev y otros obispos rutenos. El papa Clemente VII, formalizó esa unión mediante la constitución Magnus Dei.

### La lucha de San Josafat por la unidad de la Iglesia
Facilitado este contexto histórico y eclesial el papa introduce con toda solemnidad el recuerdo de San Josafat.

Pero para que se perpetuara tal unidad y concordia, Dios, supremamente providente, quiso consagrarla, por así decirlo, con el sello de santidad y martirio. San Josafat, arzobispo de Polotsk, del rito eslavo oriental, ha sido dotado con tal grandeza que, con razón, es reconocido como la gloria y el apoyo de los eslavos orientales, ya que difícilmente se encontrará otro que haya dado a estos pueblos un brillo mayor, o que haya proveido mejor a su salud que este Pastor y Apóstol suyo, especialmente por haber derramado su sangre por la unidad de la santa Iglesia. Recordando, pues, al tricentenario de su más glorioso martirio, nos es sumamente querido renovar la memoria de tan gran personaje, para que el Señor, invocado con las más fervientes súplicas de los buenos, "despierte en su Iglesia ese espíritu, del que el beato Mártir y Pontífice Josafat estaba tan lleno que dio su vida por sus ovejas"
Encíclica Ecclesiam Dei, AAS vol. XV p. 576

Recoge la encíclica unos trazos con la biografía de San Josafat, bautizado con el nombre de Juan en la iglesia, separada de Roma, a la que pertenecían sus padres, todavía niño a la comunión con la iglesia católica, pero inspirado a restablecer la unidad de la Iglesia vio oportuno mantener el rito eslavo oriental y en 1604 fue recibido en un monasterio  basiliano unido a Roma, cambiando su nombre por el de Josafat. Creció en las virtudes con singular amor a la Cruz, y años después fue elegido para regir como archimandrita el monasterio, desarrollando una intensa labor pastoral en su entorno, procurando en sus conciudadanos con abundantes frutos, la unión con la cátedra de Pedro. Nombrado obispo de Polotosk, amplió su campo de acción, trabajando de palabra y con sus escritos por la unión con Roma, manteniéndose siempre neutras en las cuestiones políticas.

### Martirio de San Josfat
Esta obra de unidad la consolidó con su martirio, que enfrentó con entusiasmo pues, cuando fue advertido de las insidias que se tramaban contra su vida, expuso en una predicación su petición al Señor para que le "concediese poder derramar la sangre por la unidad y por la obediencia a la Sede Apostólica", ese deseo se cumplió el  12 de noviembre de 1623 

ese deseo se cumplió el 12 de noviembre de 1623 cuando, rodeado de enemigos que iban en busca del Apóstol de la unidad, los encontró sonriente y amable, y rogándoles, a ejemplo a su Maestro y Señor, que no tocaran a sus familiares, se entregó en sus manos; y aunque fue herido de la manera más cruel, no cesó hasta el final de invocar el perdón de Dios sobre sus asesinos.
Encíclica Ecclesiam Dei, AAS vol. XV p. 578

### Situación actual de esos pueblos
Las tierras de los eslavos orientales ha sido recientemente desbastadas por disturbios y revueltas, y ensangrentadas por guerras. Para aliviar tan grande cúmulo de miserias, el Papa ha tratado de prestar su ayuda, no movido por ningún fin humano, sino atender a los necesitados. Pero no pudo alcanzarse este objetivo, sino que se multiplicaron las ofensas, con desprecio a los sentimientos religiosos, con persecución incluso sangrienta de cristianos, sacerdotes y obispos.
En estas circunstancias la conmemoración de San Josafat, proporciona una oportunidad de hacer una nueva llamada a todos los eslavos orientales para su unión en la  Iglesia. Pide así a los disidentes y a todos los fieles que, siguiendo el ejemplo de tan gran santo, estudien cada uno como cooperar con el papa, entendiendo que la unidad no será el resultado de discusiones sino el fruto de ejemplos y obras de santidad.
Al considerar tantos males, la solemne conmemoración del distinguido Pastor de los eslavos nos reconforta no poco, porque nos ofrece la oportunidad de expresar los sentimientos paternos que nos animan hacia todos los eslavos orientales y de ponerlos ante ellos, como síntesis de todos los bienes, el retorno a la unidad ecuménica de la santa Iglesia. Así anima a los disidentes a conocer la verdadera vida de la Iglesia sin imputar a ella los pecados de particulares que la misma Iglesia condena y trata de corregir.
El papa manifiesta el deseo de promover y renovar los trabajos de Pontificio Instituto Orienta fundado por Benedicto XV, pues un cocimiento de los hechos permitirá la reconciliación de unos con otros 

con la reconciliación de las personas y los pueblos, se logrará también la unión de la Iglesia con el regreso a su seno de todos aquellos que, por cualquier motivo, se separaron de ella. Y el cumplimiento de esta unión se producirá no por compromiso humano, sino por la bondad de ese Dios único que "no hace acepción de personas, ni distingue entre nosotros y ellos"; y así, unidos entre ellos, todos los pueblos, de cualquier linaje o lengua, y cualesquiera que sean sus ritos sagrados, gozarán de los mismos derechos; ritos que la Iglesia Romana siempre veneró y celebró religiosamente, decretando su conservación y adornándola como con preciosos vestidos, casi "reina con un manto dorado rodeada de una variedad de ornamentos".
Encíclica Ecclesiam Dei, AAS vol. XV p. 580-581

En los últimos párrafos de la encíclica el papa quiere apoyarse en la fuerte devoción a la Santísima Virgen de los eslavos orientales, una devoción en la que destacó San Josafat. A María invoca el papa pidiendo la gracia de la unidad, acudiendo también a la intercesión de San Josafat y de todos los santos del cielo, especialmente a aquellos que florecieron entre los eslavos orientales.